# Hoplia cupulosa
Hoplia cupulosa är en skalbaggsart som beskrevs av Henri de Peyerimhoff 1939. Hoplia cupulosa ingår i släktet Hoplia och familjen Melolonthidae. Inga underarter finns listade i Catalogue of Life.